# Il Bi e il Ba
Il Bi e il Ba è un film comico del 1986 diretto da Maurizio Nichetti.

## Trama
Il giovane Antonino Scannapieco vive con le sorelle e la madre nel piccolo paese di Scasazza, sognando di incontrare Maria Giovanna Elmi. Un giorno riesce a convincere i suoi amici che tutti i loro problemi sono causati dalla forfora e che, per risolverli, sia sufficiente che gli finanzino un viaggio a Roma allo studio del sedicente professor Svernagovich.
Ottenuto il denaro, Antonino parte in treno alla volta di Roma. Giunto in città, però, spende tutto il denaro per acquistare un'inutile enciclopedia sulla storia dell'innaffiatoio e perde i pacchi regalo che avrebbe dovuto portare agli zii. Riesce tuttavia a convincere l'addetto agli oggetti smarriti a consegnargli altri tre pacchi scelti a caso, fra cui uno appartenente a un gruppo di malavitosi.
Dopo varie peripezie, in cui finisce involontariamente a fare da cicerone ad una comitiva di anziane turiste, Antonino arriva a casa degli zii, che gestiscono un piccolo negozio di elettrodomestici. Grazie al suo talento da affabulatore, convince i clienti ad acquistare a carissimo prezzo tutti gli articoli del negozio. Riesce persino a incontrare Maria Giovanna Elmi dal vivo, senza però riconoscerla.
Dopo una serie di qui pro quo e colpi fortuiti, Antonino giunge allo studio del professor Svernagovich, dove però trova uno studio veterinario: il ritaglio di giornale su cui aveva letto l'inserzione era infatti vecchio di una quindicina d'anni. Sconsolato, Antonino ritorna a casa dagli zii, dove scopre fortunosamente che il professore abita nell'appartamento al piano di sopra. Così, vi si precipita ma, non trovandolo in casa, Antonino si siede dietro alla scrivania e inizia a ricevere visite, assumendone di fatto il ruolo.

## Distribuzione
Il film uscì nelle sale cinematografiche nel marzo 1986.

## Accoglienza

### Critica
(Luigi Anselmi, l'Unità, 14 marzo 1986)